# 沅州路
沅州路，元朝時設置的路。
至元十四年（1277年）升沅州置，治所在盧陽縣（今湖南省芷江侗族自治县），屬湖廣行省。轄境相當今湖南省懷化、芷江、洪江、麻陽、新晃等市縣地。至正二十四年（1364年），朱元璋改為沅州府。